# Бернардо из Кагосимы
Бернардо (яп. 鹿児島のベルナルド Кагосима но Бэрунарудо), известный также как Бернардо из Кагосимы (ум. февраль 1557, Лиссабон) — один из первых обращённых в христианство японцев и первый японец, посетивший Европу. Бернардо был одним из первых обращённых Франциском Ксаверием и одним из двух его учеников.

## Биография
Бернардо принял крещение в 1549 году и сопровождал Франциска Ксаверия в Японии и Индии.
В 1551 году отправился с Франциском Ксаверием в Индию. С ними был ещё один японец, Матиас, уроженец Ямагути. Они прибыли в Индию в феврале 1552 года. Матиас, однако, умер в Гоа, Бернардо же отправился в Португалию вместе с другим иезуитом, Андреасом Фернандесом, и прибыл в Лиссабон в 1553 году с письмом от 8 апреля 1552 года, написанным Франциском Ксаверием в Гоа. Целью путешествия для Бернардо была возможность «увидеть христианство во всём его величии» и поделиться опытом по возвращении в Японию. В своём письме Франциск Ксаверий отметил среди прочего, что «ум японцев столь же остр и рассудителен, как и любой другой в мире».
Считается, что именно Бернардо был первым японцем, побывавшим в Европе. В Португалии Бернардо вступил в Общество Иисуса и учился в Коимбрском университете.
Спустя два года, 17 июня 1554 года, Бернардо отправился в Рим, отплыв из Барселоны в Неаполь. Он пробыл в Риме десять месяцев и познакомился там с Игнатием де Лойолой, а также, возможно, присутствовал на избрании папы Марцелла II. Бернардо очень ценился миссионерами и подавал им большие надежды в связи с перспективой введения католичества в Японии.
Бернардо покинул Рим 23 октября 1555 года и сел на корабль в Генуе. Проведя ещё два года жизни в Португалии, Бернардо скончался в Лиссабоне в феврале 1557 года.